# 美男ですね
『美男ですね』（イケメンですね、朝: 美男이시네요、미남이시네요）は、韓国のSBSにて2009年10月7日から11月26日まで放送されたテレビドラマ。日本リメイク版として2011年7月15日からTBSで放送されたもの、台湾リメイク版として放送されたものも本稿で説明する。
日本では、2010年7月9日から10月22日までBSジャパンにて毎週金曜の19時00分 - 20時00分で放送された。地上波では、2010年7月20日から8月10日までフジテレビ韓流α夏祭りとして、毎週月曜から金曜の15時25分 - 16時53分に放送され、フジテレビ韓流α〜チャン・グンソク祭り第1弾!〜として、韓流α独自の“完全版”を2011年1月11日から1月28日まで毎週月曜から金曜の14時7分 - 15時40分（2011年1月27日と1月28日のみ、14時7分 - 16時53分まで放送）に再放送され、韓流α独自の話数（全24話）で2011年4月28日から5月23日まで毎週月曜から金曜の14時7分 - 15時00分に再放送された。

## あらすじ
シスターになるため修道院で修行するコ・ミニョには、双子の兄であるミナムがいる。兄ミナムは、行方不明の母を探すために歌手になるという夢が叶い、大人気イケメンバンド・A.N.JELL（エイ・エンジェル）の新メンバーとして加入するはずだった。だが、ミナムが整形に失敗。すぐにはバンドに合流できなくなったため、困ったマネージャーのマ・フニ室長から「3か月だけ兄の代わりをしてくれないか？」と頼まれる。
困惑しながらも、兄がバンドに加入した理由を知ったミニョは髪を切り、女であることを隠してミナムとしてA.N.JELLに加入することを決めた。そんな中、ミニョはメンバーのファン・テギョンに恋をしてしまう。

## 登場人物

### A.N.JELL
※本項では、ヒロインを「ミニョ」、その双子の兄を「ミナム」と表記する。
ファン・テギョン - チャン・グンソク
声 - 平川大輔
A.N.JELLのリーダーで、ギター・ボーカル担当。完璧な容姿と天才的な音楽センスを持ち、人気もメンバーの中で最も高いが、かなり傲慢で潔癖症かつ神経質。ストレス性胃炎、夜盲症、不眠症などの病気を抱える。父親は世界的な指揮者であり、母親はモ・ファランである。ミニョ加入後、予想外のトラブルにうんざりするが、次第に恋愛感情が芽生えていることに気付く。
コ・ミニョ / コ・ミナム - パク・シネ（二役） ※Blu-ray BOXでの帯表記は「パク・シンヘ」
声 - 高橋美佳子
主人公。修道院にある孤児院で、双子の兄・ミナムと共に育つ。元は見習いシスターだったが、イケメンバンド・A.N.JELLのメンバーに選ばれたミナムが目の整形手術に失敗したため、1か月間、兄に成り代わってメンバー入りをすることになる。担当は、キーボード・ボーカル。世間知らずでドジだが、純粋な心の持ち主で様々なことを経験して成長していく。
カン・シヌ - ジョン・ヨンファ (CNBLUE)
声 - 内田夕夜
ギター担当。美形で穏やかな印象だが、実はクールで表情をあまり出さない。テギョンとは不仲。加入したミニョの正体を最初に気付くが、黙って様子を見る。しかし、次第に彼女に惹かれ告白しようとするも、なかなか気付いてもらえず、更にミニョとテギョンとの関係を複雑な思いを抱く。
ジェルミ - イ・ホンギ (FTisland)
声 - 勝杏里
ドラム担当。可愛らしい笑顔が売りの青年。バンドの中でも弟分。父親はイギリス貴族出身の国際的な写真作家で、母親は有名モデル。性格は、直向きかつ楽天家であり、サービス精神もメンバーの中で最も旺盛。テギョンのことを尊敬している。ミニョ加入後、彼女を気にかけるテギョンとシヌを見て、何かとミニョを探ったり虐めたりしてしまうが、次第に彼女に惹かれる自分に動揺する。

### その他の登場人物
ユ・ヘイ - ユイ
声 - 小林希唯
大人気女優。テギョンに想いを寄せる一方、ミニョに嫉妬して様々な嫌がらせを仕掛けてくる。
マ・フニ - キム･イングォン
声 - 永野善一
A.N.JELLのマネージャー。
モ・ファラン - キム・ソンリョン
声 - 八十川真由野
テギョンの母親。歌手にして女優。往年のスターでもある。
ワン・コーディ - チェ・スウン
声 - 竹内絢子
スタイリスト。マの友人。
アン社長 - チョン・チャン
声 - 小野健一
A.N.企画社長。かつては、アイドルとして活動していた。
キム記者 - チャン・ウォニョン
声 - 斎藤寛仁
コ・ミジャ（ミジャ伯母さん）- チェ・ラン
声 - 重松朋
シスター院長 - ソン・ビョンソク
声 - 重松朋
ミニョとミナムが暮らしていた修道院の院長。
サユリ - ペ・グリン
声 - 藤田昌代
A.N.JELLファンクラブ会長。

### ゲスト
- 耕運機の男 / 空港喫煙所の男 - ユン・ギウォン 第1話カメオ出演
- ビフォースクール（A.N.JELLと同じ事務所に所属する人気少女グループ） - AFTERSCHOOL 第1話カメオ出演
- キム・ドンジュン（ミナムの高校時代の同級生） - キム・ドンヨン 第8話、第16話
- コンビニの客 - ユ・スンホ　第9話カメオ出演

## エピソード
| 話数   | サブタイトル                    |
| ------ | ------------------------------- |
| 第1話  | 双子の兄妹〜ここは天国ですか?〜 |
| 第2話  | 新メンバー コ・ミナム           |
| 第3話  | 心の鍵                          |
| 第4話  | 母親を捜して                    |
| 第5話  | ドキドキする瞬間                |
| 第6話  | 私の声をあなたに                |
| 第7話  | 特別な私の星                    |
| 第8話  | 抑えきれない思い                |
| 第9話  | 一番は誰?                       |
| 第10話 | あなたを守るため                |
| 第11話 | 恋は罪                          |
| 第12話 | 無意味な存在でも                |
| 第13話 | 隠していた気持ち                |
| 第14話 | 届かない言葉                    |
| 第15話 | 何事もなかったように            |
| 第16話 | そばで輝く星                    |

## 放送局

### 韓国 SBS
- 2009年10月7日 - 11月26日 （水曜日・木曜日 21:55 - ）

### 日本
地上波放送
- フジテレビ
  - 2010年7月20日 - 8月10日（月曜日 - 金曜日 15:25 - 16:53） 韓流α枠
  - 2011年1月11日 - 1月28日（月曜日 - 金曜日 14:07 - 16:53） 韓流α枠（1 - 12話まで1話ずつ）
  - 2011年4月28日 - 5月23日（毎週月曜 - 金曜） 韓流α枠（韓流α独自の話数、全24話）

CS放送
- KNTV
  - 2010年2月27日 - 6月12日（土曜日 21:45 - 23:00）

- Mnet
  - 2010年8月13日 - 10月7日（木曜日・金曜日 22:45 - 0:00）
  - 2010年12月29日 - 12月30日・2011年1月1日 - 1月2日 (13:00 - 18:00) （4話ずつ放送）

- ホームドラマチャンネル
  - 2011年4月6日 - （水曜日21：00 - 22：15）

BS放送
- BSジャパン
  - 2010年7月9日 - 10月22日（金曜日 19:00 - 20:00、10月以降、18：50 - 19：45）
  - 2010年11月10日 - 2011年2月23日（水曜日 12:59 - 13:59）

- ワールド・ハイビジョン・チャンネル（TwellV）
  - 2013年10月7日 - 10月28日（月曜日 - 金曜日 16:00 - 17:30）

地方局
- テレビ西日本
  - 2010年11月1日 - 12月2日（月曜日 - 金曜日 15：55 - 16：53）

- 石川テレビ放送
  - 2010年11月5日 - 2011年2月4日（金曜日 14：05 - 15：55）（全24話）

- テレビ静岡
  - 2010年11月10日 - 11月26日（月曜日 - 金曜日 14：05 - 15：55）
  - 2011年3月29日 - 4月13日（月曜日 - 金曜日 14：05 - 15：55）（全24話）
  - 2011年7月28日 - 8月12日（月曜日 - 金曜日 14：05 - 15：55）（全24話）
  - 2012年1月20日 - 2月6日 （月曜日 - 金曜日 14：05 - 15：55）（全24話）

- 高知さんさんテレビ
  - 2010年11月11日 - 12月15日（月曜日 - 金曜日 16：00 - 16：53）

- 北海道文化放送
  - 2010年11月22日 - 12月24日 （月曜日 - 金曜日 15:00 - 15:54）

- テレビ長崎
  - 2010年12月6日 - 2011年2月7日（火曜日 - 木曜日 15:58 - 16:53）

- テレビ大阪
  - 2010年12月23日 - 2011年1月27日（月曜日 - 金曜日 9:00 - 9:54）
  - 2011年7月8日 - 2011年8月11日（月曜日 - 金曜日 9:00 - 9:54）（全24話）

- 福島テレビ
  - 2011年1月5日 - 2月8日（月曜日 - 金曜日 14:05 - 15:00）（全24話）

- 長野放送
  - 2011年1月5日 - 2月15日（火曜日 - 金曜日 14:05 - 15:00）（全24話）

- 新潟総合テレビ
  - 2011年1月11日 - 3月7日（月曜日 - 水曜日 14:05 - 15:00）（全24話）

- 青森テレビ
  - 2011年1月19日 - 2月21日（月曜日 - 金曜日 14:50 - 15:45、2月17日のみ14：55 - 15：50）（全24話）

- テレビ大分
  - 2011年3月1日 - 4月13日（月曜日 - 木曜日 14:59 - 15:53、4月6日・7日・12日・13日は2話連続）（全24話）

- サガテレビ
  - 2011年3月3日 - 5月5日（月曜日 - 金曜日 16:00 - 16:53、15:57からの場合あり）（全24話）

- 北海道放送
  - 2011年8月1日 - 9月8日（月曜日 - 金曜日 13:55 - 14:55）（全24話）

- テレビ新広島
  - 2011年8月16日 - 9月20日（月曜日 - 金曜日 14:05 - 15:00）（全24話）

- KBS京都
  - 2011年11月7日 - 2012年4月23日（月曜日 23:00 - 23:55）（全24話）

- 千葉テレビ放送
  - 2011年12月27日 - 2012年1月3日（毎日 19:00 - 22:00、毎日3話連続）（全24話）
  - 2012年3月18日 - （日曜日 13:00 - 13:55）

## 放送&権利関係
- BSジャパンや一部CSでの放送は、オリジナルの全16話を45分に編集している。
- 全24話で放送されている地域では、オリジナルの全16話を再編集している。
- 一番、オリジナル版に近いのは「監督版DVD」(DVDは韓国版なので英語字幕)。
- 韓国版DVD(リージョン3なので)は、リージョンフリーの再生機能があるDVDプレイヤーのみ再生可能。
- 日本版DVD＝KNTV版＝韓流α版＝TSUTAYAレンタル版。
- これまで発売されたものや日本で放送されたものは、シーンカットや著作権による音声の差し替えあり。
- ノーカット版（ジェルミの歌う「すてきな言葉」、ミナムの歌うトッキの歌、PV撮影の打ち上げでミナムが歌った「赤鼻のトナカイ」は復活予定）のBlu-ray BOX1とBOX2（各4枚組）が2011年4月22日発売。

## 楽曲
- オリジナルサウンドトラック（OST）は、韓国版（Part1&Part2）、日本版、台湾版（Part1&Part2）で発売されている。
- 台湾版OSTには、それぞれDVDが付いており、Part1のDVDにはイ・ホンギが歌う「あいかわらず」のMVと“A.N.JELL”ミニコンサートのハイライトPart1映像が、Part2のDVDにはA.N.JELLミニコンサートのハイライト映像Part2が、収録されている。なお、初回特典として、特製ブックマーク4枚（14cm×7cm）が封入されている。
- 韓国SBSで放送されていたドラマ『千万回愛してます』で使用されているBGMの一部が、本作で使用されている（ただし、使用されている部分はそのごく一部である）。

## A.N.Jellとしての活動

### ライヴ&ファンミーティング等
- 2009年9月20日に、A.N.Jell 1st mini concertがソウル広壮洞メルロンアックスホールにて行われた。この模様は、コ・ミナムの初ステージシーンとして劇中にて使用された。当日は、FTislandのライヴも行われた。
- 2009年11月21日に、沖縄那覇市の大型免税店のロビーにて、A.N.Jellサイン会が行われた。この撮影には300人以上のエキストラが集まり、劇中にて使用された。
- 2009年11月23日に、A.N.Jell 2nd mini concertがソウル広壮洞メルロンアックスホールにて行われた。ファン・テギョンの『オットカジョ（어떡하죠／どうしよう〜』のコンサートシーンも合わせて撮影され、最終回の劇中にて使用された。
- 2009年12月31日のSBS Drama Award2009 でもA.N.Jellとして『still』を演奏。
- 2010年6月26日に『イケメンですね』1st Fan Meetingが渋谷C.C.Lemonホールにて行われた。出演は、チャン・グンソクとパク・シネのみ。
- 2010年9月5日に行われたチャン・グンソク 2010 Asia TOUR Final in SEOULにてA.N.JELLが出演。出演は、チャン・グンソク、パク・シネ、ジョン・ヨンファ。
- 2010年10月2日にA.N.Show in Taiwanが台大體育館にて行われた。出演は、チャン・グンソクとパク・シネのみ。

### K-pop パロディPV
- 少女時代の「GENIE」 出演は、A.N.Jell、サユリ、ワン・コーディ
- DJ DOCの「Run To You」 出演は、テギョン、シヌ、ジェルミ

## 備考
- 2009年SBS歌謡大賞では、韓国のアイドルグループ2PMがこのドラマのパロディを披露した。
- 2010年8月2日から8月4日までナルシャの代役として、パク・シネが『ボリュームを高めてください』を担当。ドラマ『美男〈イケメン〉ですね』で共演したチャン・グンソク、イ・ホンギ、ユ・スンホ（第9話でカメオ出演）が電話出演した。

## 美男ですね（日本リメイク版）
日本リメイク版としてTBS系列の金曜ドラマ枠（毎週金曜日22:00 - 22:54、JST）で2011年7月15日から9月23日まで放送された。
瀧本美織は本作が民放の連続ドラマ初主演・初出演、玉森裕太、藤ヶ谷太輔、八乙女光は連続ドラマ初主演であった。
元々、瀧本はSweetSというダンスボーカルユニットの一員として歌手活動を行っていたため、番組限定であるがそれを再開。また作中瀧本がお好み焼き作りを披露するという瀧本が主演した『てっぱん』のパロディもあった。

### キャスト

#### A.N.JELL
桜庭 美子（さくらば みこ）〈20〉
演 - 瀧本美織（幼少期：古舘優空）
主人公。キーボード兼ボーカル。修道院でシスターとして過ごしており、修行のためローマに2年間修業の旅に出る予定だったが、馬淵に請われ美男の身代わりをすることになる。人の心を揺さぶる「天使の声」の持ち主。 誰にでも礼儀正しく親切で、ほのぼのとした性格。天然。本物の美男が帰ってきた後は、福岡の児童養護施設で手伝いをし、その後シスターの先輩の手伝いでアフリカに行くこととなった（2年後に帰国）。廉には当初、自身が女であることを偽って男としてバンドに加入していたこともあり、嫌われていたが、彼に惹かれていき、最終的には両思いとなる。
桂木 廉〈23〉
演 - 玉森裕太（Kis-My-Ft2）（幼少期：田中理勇）
ボーカル兼ギターで、A.N.JELLのリーダー。自己中心的で神経質な性格。母の愛を知らずに育ち、親子関係が複雑な為、どこか陰がある。著名な指揮者を父に持ち、幼い頃から音楽的才能が開花。自ら作曲を手がけ、完全主義者ゆえに、最高の音楽作りにこだわる天才肌のミュージシャン。目つきが鋭く不機嫌そうに見えるが、そのカリスマ性でバンドを引っ張っていく。極度の潔癖症で、人・仕事・食べ物の好き嫌いが激しい。また、海老アレルギーや夜盲症等複数の持病を持つ。美子（美男）が女だと知り、最初は追い出そうとするが、彼女に振り回されるうちに彼女のあたたかさに触れ、惹かれていく。美子とは両思いになり、交際をはじめるが、母である水沢麗子と美子の父である桜庭拓海の関係（実際は麗子が誤解させていた）が原因ですれ違ってしまう。本物の美男の復帰後、美子がアフリカに旅立つ前に来ていたA.N.JELLのコンサートで自身の思いを伝えたことで、関係を修復し、再び交際（遠距離恋愛）を始めた。2年後には、アフリカから帰国した美子を空港に迎えに来ている。
藤城 柊〈23〉
演 - 藤ヶ谷太輔（Kis-My-Ft2）
ギター。最初に美子の秘密に気づき、あえて本人に問い質さないまま彼女を気遣う。優しい性格。美子をずっと思い続け、ストレートにずっとアプローチを続けるが鈍感な美子には気づいてもらえなかった。今までけんかを避け、どんなことでも一線を引いて譲ってきたが、廉に美子を譲ることだけはできないと思っている。最終的には廉に美子を託し、2人の背中を押した。
本郷 勇気〈21〉
演 - 八乙女光（Hey! Say! JUMP）
ドラム。廉と柊の美子への態度が気になり、3人が妙な関係になっているのではないかと疑っている。彼もまた、美子のことが気になり、恋心を抱いていたのだが、彼女が女だということを知らなかったため、自分があっちの世界の人間なのではないかと困惑していた。美子が女だと知った後、あっちの世界の人間でないことを知り、安堵していた。その後、美子と廉の関係を知った直後に、番組の収録をすっぽかし、行方をくらませてしまった。彼を探しに来た美子に、美子の思いを知ったうえで自分の思いを打ち明けた。それ以降は、美子と廉のことを応援している。明るく面白く、グループのムードメーカー。1人になりたいときは特定の営団のバスに乗る。
桜庭 美男（さくらば みお）〈20〉
演 - 瀧本美織（二役）（幼少期：古舘玖優）
美子の双子の兄。A.N.JELLの新ボーカルとして加入予定だったが、馬淵曰く「鼻を骨折し、アメリカで手術を行い、完治までに3カ月かかる」らしい。最後には帰国。美子そっくりだが、体格はやはり一般的な男性と同じ。妹思いの優しい兄で、昔から美子と二人三脚で一緒に生きてきた。廉たちA.N.JELLのメンバーのことは呼び捨てらしく、そのことが美男が復帰した後に、ライブ前に男装した美子が再び美男として一度事務所に来ていたという手がかりとなった。

#### A.J ENTERTAINMENT
安藤 弘〈45〉
演 - 高嶋政伸
社長。美男をA.N.JELLに加入させるが、身代わりの件は知らない。マイペースで、ハイテンション。いつも英語と日本語が混じった言葉を話す。芸能事務所で唯一美男が女であることを知らなかったが、最後の最後に美男が女だと気付く。
馬淵 始〈48〉
演 - 柳沢慎吾
A.N.JELLのマネージャー。自分のクビを防ぐため美子に身代わりを頼む。平和主義者。
RINA〈29〉
演 - 片瀬那奈
A.N.JELLの専属スタイリスト。美男（美子）の秘密を知った上で、それがバレないようサポートする。姉御肌で誰にでも優しく、面倒見がいい。恋愛面でも悩みを抱える美男のことも気に掛ける。しっかり者。
沢木 弓子
演 - 能世あんな
社長秘書。
レッスン生
演 - 野田優也、福田悠太、辰巳雄大、越岡裕貴、松崎祐介、加藤幸宏、江田剛、松本幸大、山本亮太、林翔太、池田優 （ジャニーズJr.・M.A.D.）
レッスン生
演 - 高橋竜、福士申樹、山下拓海、冨岡健翔、秋山大河、稲葉光 （ジャニーズJr.・MADE）
A.J ENTERTAINMENT スタジオで美子と一緒にダンスレッスンしていた男子メンバー。

#### 芸能界関係者
NANA
演 - 小嶋陽菜（当時AKB48）
今をときめくアイドル。普段は猫を被っているが、本当は意地悪で傲慢な性格。自分になびかない廉を振り向かせようとアピールする。その過程で美男の秘密を知り、それを利用して廉に交際を迫る。やがて本気で廉を好きになるが、廉が美子に惹かれていたことからフられてしまう。
トオル〈30〉
演 - 楽しんご
NANA専属のヘアメイク。NANAの本性を知る唯一の人物で、その変貌ぶりに恐ろしさを感じている。決め台詞は「ドドスコスコススコ……ラブ注入♡」で、3回お尻を振って最後にハートマークを作る、というもの。
水沢 麗子〈50〉
演 - 萬田久子
かつて有名なシンガーだった。廉の実の母親だが、ある理由から彼に拒絶されている。
橘 啓介
演 - 桜井聖
麗子のマネジャー。
週刊誌の記者
出口 / 橋本 / 馬場
演 - 六角精児 / 山崎樹範 / 清水優
A.N.JELLのスキャンダルを追う記者集団。

#### その他
桜庭 シゲ子〈42〉
演 - 井森美幸
美子・美男の父方の叔母で、「スナック バンバン」のママ。兄から美子・美男を託されるが、生活が苦しく修道院へ入れた。後にA.N.JELLの合宿所に住み込む。
修道院の院長
演 - 梶芽衣子（特別出演）
美子・美男が過ごしていた修道院の院長。美子は彼女のことを「院長様」と呼んで慕っており、何かあると心の中で問いかけたりしている。
桜庭 拓海
美子・美男の父親で、作詞作曲家であった。妹のシゲ子に美子・美男を託し亡くなった。「Miss You」の作詞作曲者。
桐嶋 沙織
美子・美男の母親。拓海と麗子の仲を誤解したことが原因で家を出たが、病気を患い美子・美男に再会することなく亡くなった。
A.N.JELLのおっかけ
- 美咲 - 高橋真依子
- 七海 - 葵
- 亜弓 - 愛純もえり

#### ゲスト
第1話
- 倖田來未〔本人役〕（スペシャルゲスト）
  - 美男の歓迎パーティに出席。

- 歓迎パーティの女性客 - 青木裕子、加藤シルビア、田中みな実（TBSアナウンサー。青木は当時現職で、現在はフリー）
  - 美男の歓迎パーティに出席し、美子にお姉さん的立場としてからむ。

- 原田 - 石坂浩二
  - 社会福祉法人児童養護施設「青空学園」の園長。大の芸能人嫌いで、A.N.JELLのチャリティライブを「単なる売名行為」と快く思っておらず、廉の暴言も加わって態度を硬化させる。

- 青空学園の子どもたち - 谷花音、本田望結、長島暉実、春日香音、笹原尚季、吉田明花音（第1話） / 小西舞優、庵原涼香（最終話） / 内田淳貴、青山和也（第1話・最終話）

第2話
- A.J ENTERTAINMENT の警備員 - 矢柴俊博

第3話
- 美男がデザートを食べた店のウェイトレス - 内田三香子
- 美男が服を買った店の店員 - 矢部裕貴子
- 廉をメンと言った女性 - 青木和代
- ヘアピンを買った露店の男 - 藤本涼
- NANAの写真を携帯で撮っていた男 - 辻本優人

第4話
- ニュースキャスター - 升田尚宏（TBSアナウンサー）

第5話
- PVの監督 - あべかつのり
  - 美男のデビュー曲「alone」の監督。廉とNANAもPVに出演した。

- ぬいぐるみを買った店の店員 - 石塚義之（当時アリtoキリギリス）
  - A.N.JELLだと気付いた店員は廉が美男とウサギ、ブタのぬいぐるみでふざけていたのを勘違いし、「お買い上げですね」と元気よく何も反論させず買う方向に持っていった。

- 木島 - 窪園純一
  - サウンドライフ編集長。

第6話
- 香取慎吾〔本人役〕（先輩出演）
  - A.N.JELLの楽屋へ挨拶に来た。

- 柊がアロマキャンドルを買った店の店員 - やない由紀
- シゲ子の友人 - 西田薫、池田貴美子
  - 居酒屋で3人が飲んでいた。

第8話
- チャン・グンソク〔本人役〕（スペシャルゲスト）
- NANAを取材していた記者 - 松川貴弘
- カメラマン - 越村友一
- 搭乗アナウンスなどの声 - 山田愛里（TBSアナウンサー）
- 空港のグランドスタッフ - 渡辺有菜

最終話
- コンサートスタッフ - 北山宏光（Kis-My-Ft2 / 友情出演）
- コンサートの照明スタッフ - 西村右

### スタッフ
- 原作 - 韓国ドラマ『美男(イケメン)ですね』（韓国SBS）
- 脚本 - 高橋麻紀、山浦雅大
- 音楽 - 市川淳、michitomo
- 主題歌 - Kis-My-Ft2「Everybody Go」（avex trax）[1]
- プロデュース - 高橋正尚
- 協力プロデュース - 加藤章一
- 演出 - 坪井敏雄、平野俊一、大澤祐樹
- TD - 高藤安正
- 撮影 - 高柳知之
- 映像 - 小高宏文
- 照明 - 近藤明人
- 音声 - 桑原達朗
- 編集 - 山田宏司
- 予告編集 - 佐藤夕夏
- CG - 中村淳
- 選曲 - 稲川壮
- 音響効果 - 谷口広紀
- MA - 宮崎匡宏
- 音楽コーディネーター - 溝口大悟、久世烈
- 美術プロデューサー - 青木ゆかり
- 美術デザイン - 船山和歌子
- 美術制作 - 武田雄介
- 装飾 - 鈴木昌也
- 装置 - 田中健一
- 大道具操作 - 藤原孝三
- 植木装飾 - 金子利治
- 建具 - 大崎健一
- 電飾 - 秦一志
- 生花 - 遠山徹
- スタイリスト - 栗田泰臣
- 衣裳 - 小菅大也
- メイク - 山口亜希子
- 専属メイク - 福島久美子
- 持道具 - 宮崎里絵
- 協力 - 緑山スタジオシティ、AVC、BULL、株式会社ジニアス、ティエルシー、株式会社日音、ドルフィンズ、高橋レーシング、STUNT TEAM Gocoo
- 編成 - 福田健太郎、時松隆吉
- 宣伝企画 - 秋山真人
- 宣伝担当 - 田中瑞穂
- コンテンツ事業 - 中谷弥生、柳岡舞子
- モバイル - 高山美咲、斉藤さやか
- スチール - 西園雄祐
- インターネット - 豊泉真由
- Webデザイン - 下川恵
- Special Support - 津留正明、山口智広、桂誉和、相良比佐夫、斎藤貴之、荒木健一、中野真悟、井下雅美、中川清志、森和哉
- 制作担当 - 福澤大輔
- 記録 - 田村寿美
- 番組デスク - 小澤通子
- 演出補 - 森嶋正也
- プロデューサー補 - 田中健太、八木亜未
- 製作著作 - TBS

### 放送日程
| 各話                                                       | 放送日        | サブタイトル                                                                                       | 脚本     | 演出     | 視聴率 |
| ---------------------------------------------------------- | ------------- | -------------------------------------------------------------------------------------------------- | -------- | -------- | ------ |
| 第1話                                                      | 2011年7月15日 | 韓国No.1超胸キュンラブストーリーが日本上陸!! イケメンバンド新メンバーは女の子!? 恋の四角関係始まる | 高橋麻紀 | 坪井敏雄 | 10.9%  |
| 第2話                                                      | 2011年7月22日 | 恋の初ライブ!!                                                                                     | 高橋麻紀 | 平野俊一 | 11.0%  |
| 第3話                                                      | 2011年7月29日 | 切なすぎるキス…                                                                                    | 山浦雅大 | 平野俊一 | 08.3%  |
| 第4話                                                      | 2011年8月05日 | 告白!! 届け…切ない片想い                                                                           | 高橋麻紀 | 大澤祐樹 | 07.7%  |
| 第5話                                                      | 2011年8月12日 | マジでキスした!?                                                                                   | 高橋麻紀 | 坪井敏雄 | 09.9%  |
| 第6話                                                      | 2011年8月19日 | 彼女は俺のモノだ                                                                                   | 山浦雅大 | 平野俊一 | 08.9%  |
| 第7話                                                      | 2011年8月26日 | 運命のキスと奇跡の告白!!                                                                           | 高橋麻紀 | 平野俊一 | 09.9%  |
| 第8話                                                      | 2011年9月02日 | チャングンソク遂に登場!!                                                                           | 高橋麻紀 | 坪井敏雄 | 10.1%  |
| 第9話                                                      | 2011年9月09日 | 最終章別れ…残酷な運命!!                                                                            | 山浦雅大 | 大澤祐樹 | 10.0%  |
| 第10話                                                     | 2011年9月16日 | 最終話前編－衝撃の真実!!                                                                           | 高橋麻紀 | 平野俊一 | 11.1%  |
| 最終話                                                     | 2011年9月23日 | 運命の再会…最後の告白                                                                              | 高橋麻紀 | 坪井敏雄 | 11.5%  |
| 平均視聴率 10.0%（視聴率は関東地区・ビデオリサーチ社調べ） |               | |          |          |        |

- 第2話はプロ野球オールスターゲーム第1戦の中継延長のため、22:30 - 23:24の放送。

### A.N.JELLとしての活動
2011年
- 7月25日、TBS系音楽番組「カミスン!」に出演し、「promise」を披露した。
- 8月1日、TBS系音楽番組「カミスン!」に出演し、「promise」を披露した。
- 8月8日、TBS系音楽番組「カミスン!」に出演し、「promise」を披露した。
- 8月15日、TBS系音楽番組「カミスン!」に出演し、「promise」を披露した。
- 8月29日、TBS系音楽番組「カミスン!」に出演し、「ふたり」を披露した。
- 9月3日、さいたまスーパーアリーナで開催された「第13回東京ガールズコレクション 2011 A/W」のTBS系ドラマ『美男ですね』タイアップステージにシークレットゲストとして出演し、「promise」と「ふたり」を披露した。
- 9月5日、TBS系音楽番組「カミスン!」に出演し、「ふたり」を披露した。
- 9月12日、TBS系音楽番組「カミスン!」に出演し、「ふたり」を披露した。
- 9月19日、TBS系音楽番組「カミスン!」に出演し、「promise」を披露した。
- 9月24日 - 25日、本郷勇気役の八乙女光が所属しているグループHey!Say!JUMPが開催したコンサート「Hey! Say! JUMP さよなら夏休み！ SUMMARYスペシャル」に、玉森裕太、藤ヶ谷太輔がA.N.JELLとして出演した。
- 10月5日、avex traxより発売のA.N.JELLデビューアルバム&サントラCD『A.N.JELL WITH TBS系金曜ドラマ『美男ですね』MUSIC COLLECTION』でCDデビュー。
- 10月10日 - 他局であるフジテレビの『笑っていいとも!』に玉森、藤ヶ谷、八乙女の3人が出演。上記のCDを宣伝を行ったが、他局のドラマ関連のCDを音楽番組ではなくバラエティー番組で宣伝するのは異例のことである。
- 10月24日、TBS系音楽番組「カミスン!」に出演。「promise」を披露した。

### 関連商品
- ｢『美男（イケメン）ですね』OFFICIAL PHOTO BOOK｣ （2011年9月15日、東京ニュース通信社刊）
- 「A.N.JELL WITH TBS系金曜ドラマ『美男ですね』MUSIC COLLECTION」（2011年10月5日発売、avex trax）
  - 10月17日付オリコン週間アルバムランキングにて首位を獲得し、テレビドラマのサウンドトラックとしては史上初の首位獲得となった。

| TBS系列 金曜ドラマ                   | TBS系列 金曜ドラマ                   | TBS系列 金曜ドラマ                                     |
| 前番組                               | 番組名                               | 次番組                                                 |
| ------------------------------------ | ------------------------------------ | ------------------------------------------------------ |
| 生まれる。 （2011.4.22 - 2011.6.24） | 美男ですね （2011.7.15 - 2011.9.23） | 専業主婦探偵〜私はシャドウ （2011.10.21 - 2011.12.16） |

## 舞台
上演期間は2011年10月8日 - 10月20日（赤坂ACTシアター）、10月24日 - 11月2日（KAAT神奈川芸術劇場）、11月6日 - 11月9日（森ノ宮ピロティホール）、11月24日 - 11月27日（福岡キャナルシティ劇場）の全41公演。主催は、TBSテレビ、TBSラジオ&コミュニケーションズ。脚本・演出は福原充則が担当。

### キャスト

#### A.N.JELL
- 桂木 廉 - 北山宏光（Kis-My-Ft2）
- 藤城 柊 - 内博貴
- 本郷 勇気 - 宮田俊哉（Kis-My-Ft2）
- 桜庭 美男・美子 - 高畑充希

#### A.J ENTERTAINMENT
- 安藤 弘 - 松澤一之
- 馬淵 始 - 玉置孝匡

#### その他
- NANA - 真野恵里菜
- 出口 - 市川しんぺー
- 桜庭 シゲ子 - 猫背椿
- 修道院の院長 - 高橋ひとみ
- 美咲 - 藻田留理子
- ファン　他 - 竹井亮介、植田裕一、高松泰次

## ゲーム
コナミデジタルエンタテインメントによって2011年11月15日よりフィーチャーフォン版「Mobage」にて初のソーシャルゲームが配信。2012年4月17日にはスマートフォン用ゲームサイト「TSUTAYA.com kiwi」にて配信開始。基本プレイ無料のアイテム課金制。大人気韓流ドラマ「美男ですね」の中のシーンが「デジタルブロマイド」としてコレクションしながらプレイできる。本作だけのオリジナルストーリーもあった。

## 美男<イケメン>ですね～Fabulous★Boys（台湾リメイク版）

### キャスト
- ファン・テギョン - ジロー（声：平川大輔）
- コ・ミナム/コ・ミニョ - ルゥルゥ・チェン （声：高橋美佳子）
- ジェルミ - エヴァン・ヨー（声： 勝杏里）
- カン・シヌ - ジェイコブ（声：内田夕夜）
- ユ・ヘイ - ワン・シーピン （声：まつだ志緒理）
- モ・ファラン - リリー・テン（声：平野文）
- アン社長 - バオ・ウェイミン（声：小野健一）
- マ・フニ - チェン・ウェイミン（声：中村和正）
- ワン・コーディ - チャン・シンイェン（声：御沓優子）